# YukiWiki
YukiWikiは、結城浩がウォード・カニンガムのWikiWikiWebの仕様を参考に作った、いわゆるWikiクローンの一つ。
Perlで実装されている。2018年3月7日に公開を終了した。
WikiクローンであるYukiWikiから、さらに派生したクローンもある。